# 롭 그론카우스키

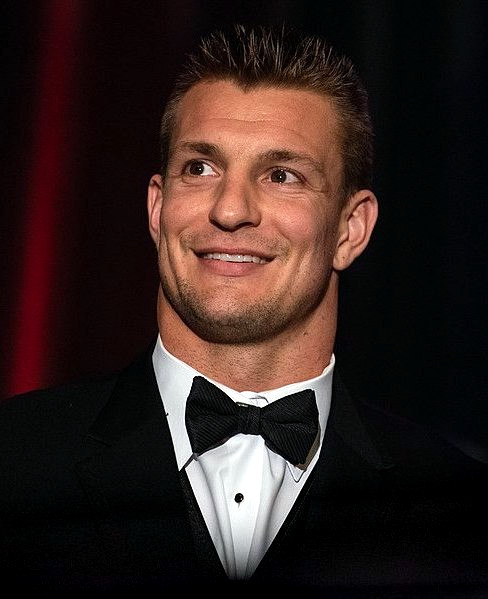
롭 그론카우스키

로버트 제임스 그론카우스키(영어: Robert James Gronkowski, 1989년 5월 14일 ~ ), 간단히 롭 그론카우스키(Rob Gronkowski)는 미국의 미식축구 선수로, 포지션은 타이트 엔드이다. 애칭 그롱크(Gronk)로도 잘 알려져 있다. 2010년 시즌부터 2018년 시즌까지 NFL의 뉴잉글랜드 패트리어츠에 소속되어 있었다. 대학축구 시절에는 애리조나 대학교에서 활동하였으며, 2010년 NFL 드래프트 두번째 패스에서 패트리어츠로 지명되었다. 2018년 시즌 이후 일단 은퇴했지만 2020년 시즌부터 복귀 및 트레이드로 탬파베이 버커니어스로 이적했다.
그론카우스키는 미식축구계에서 가장 인기있는 선수 중 한 명이다. 그의 수많은 업적은 많은 스포츠 분석가, 작가, 동료들로부터 시대 최고의 선수 중 한 명이자 경기하기에 가장 좋은 타이트 엔드로 간주되고 있다.